# Triumph Stag
Der Triumph Stag ist ein offener Sportwagen von British Leyland, der unter der Marke Triumph vertrieben wurde. Das mit einem Überrollbügel und festen Türrahmen ausgestattete Fahrzeug gilt als eines der ersten Sicherheitscabriolets; es wird in der Literatur auch als „Targa auf Englisch“ bezeichnet. Die Karosserie des Stag ist ein Entwurf des Turiner Designers Giovanni Michelotti. Der Stag wird von einem eigens für ihn entwickelten Achtzylinder-Ottomotor angetrieben, dessen Standfestigkeit anfangs problematisch war. Das in seiner achtjährigen Produktionszeit kaum weiterentwickelte Auto war kein Erfolg. Zwischen 1970 und 1977 entstanden weniger als 26.000 Exemplare.

## Entwicklungsgeschichte

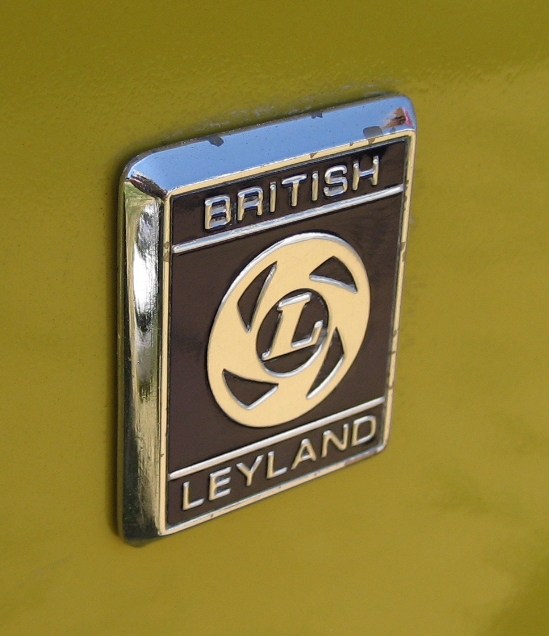
Im deutschen Sprachraum als „British Elend“ verballhornt: Mutterkonzern British Leyland

Die Entwicklung des Triumph Stag fiel in eine Phase größerer, auf politischer Ebene initiierter Umstrukturierungen innerhalb der britischen Automobilindustrie. Die mit diesem Prozess verbundenen Reibungsverluste werden in der rückblickenden Literatur als wesentliche Gründe für die unvollkommene technische Entwicklung und den Misserfolg des Stag genannt. Aus heutiger Sicht besteht der Eindruck, der Stag sei „mehr zufällig als geplant“ und „in einem Umfeld von versteckten Fallen und fatalen Fehlern, von Fusion und Konfusion“ entstanden.

### Unternehmenspolitisches Umfeld
Das 1896 als Fahrradhersteller gegründete Unternehmen Triumph gehörte ab 1944 zur Standard Motor Company, die ihrerseits 1960 vom Nutzfahrzeug-Hersteller Leyland Motors übernommen wurde. 1967 schloss sich mit Rover ein Automobilhersteller dem Leyland-Konzern an, der bislang in einzelnen Bereichen mit Triumph konkurriert hatte. 1968 schließlich fusionierte Leyland mit British Motor Holdings, zu der neben den Mittelklassemarken Austin und Morris auch der Oberklassehersteller Jaguar gehörte, zur British Leyland Motor Corporation. Diese Zusammenschlüsse waren von der Industrial Reorganisation Corporation (IRC) angeregt worden, einer sogenannten Mittlerorganisation (englisch: Quango), die die Labour-Regierung von Harold Wilson 1966 ins Leben gerufen hatte. Die IRC hatte die Aufgabe, Konzepte zu entwickeln, mit denen die internationale Wettbewerbsfähigkeit der britischen Industrie und speziell der Automobilindustrie verbessert werden konnte. Dabei ging es insbesondere um die Bündelung der Ressourcen und damit verbunden um die Steigerung der Kosteneffizienz. Diese Absicht ließ sich beim Stag, dessen Entwicklung sich über einen wesentlichen Teil des Fusionierungsprozesses erstreckte, noch nicht umsetzen; der Stag nutzte nahezu keine Komponenten anderer Triumph- oder Leyland-Modelle.

### Initiative Giovanni Michelottis

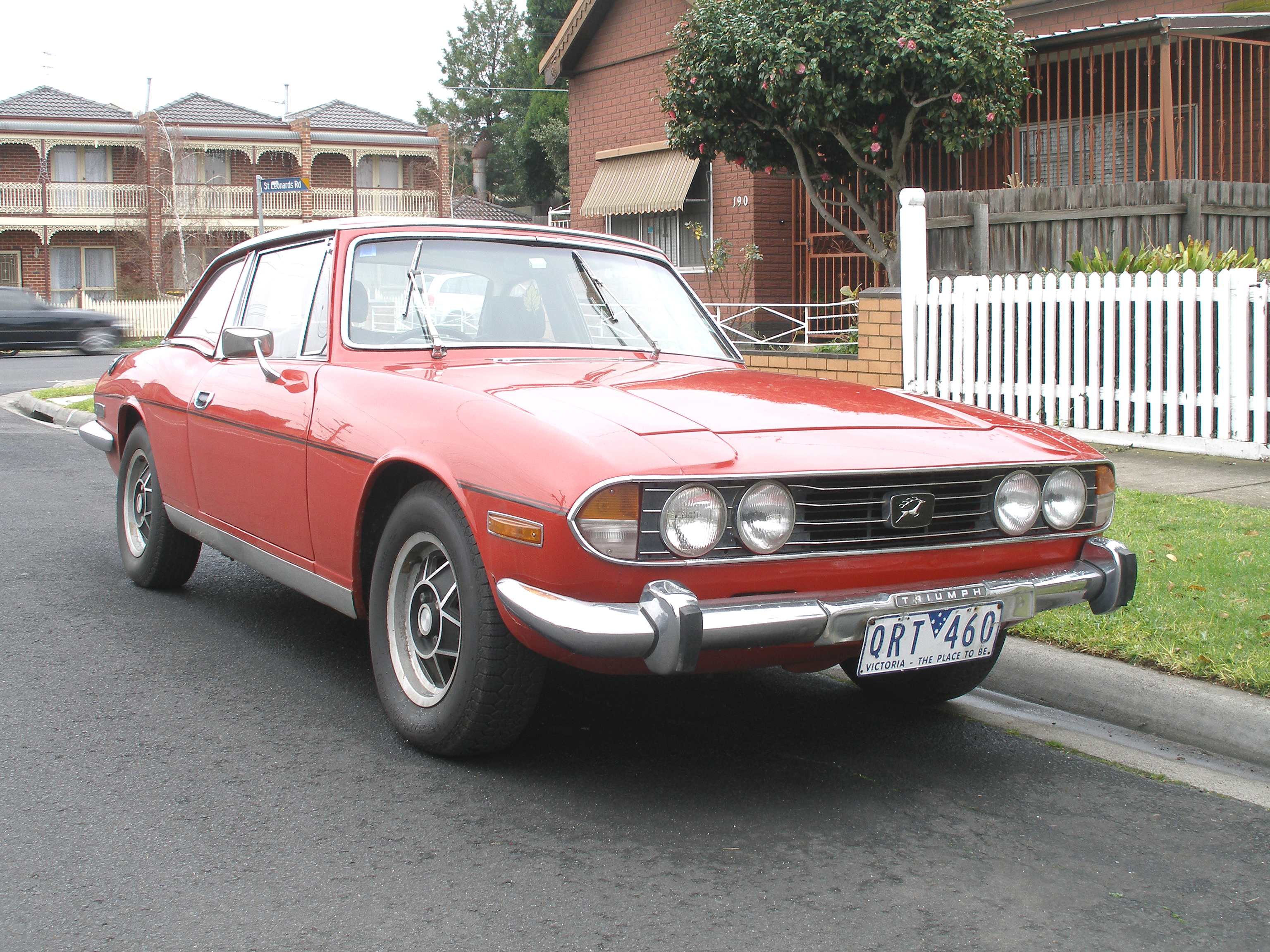
Familienähnlichkeit: Das Design der Frontpartie fand sich später auch am Triumph 2000/2.5

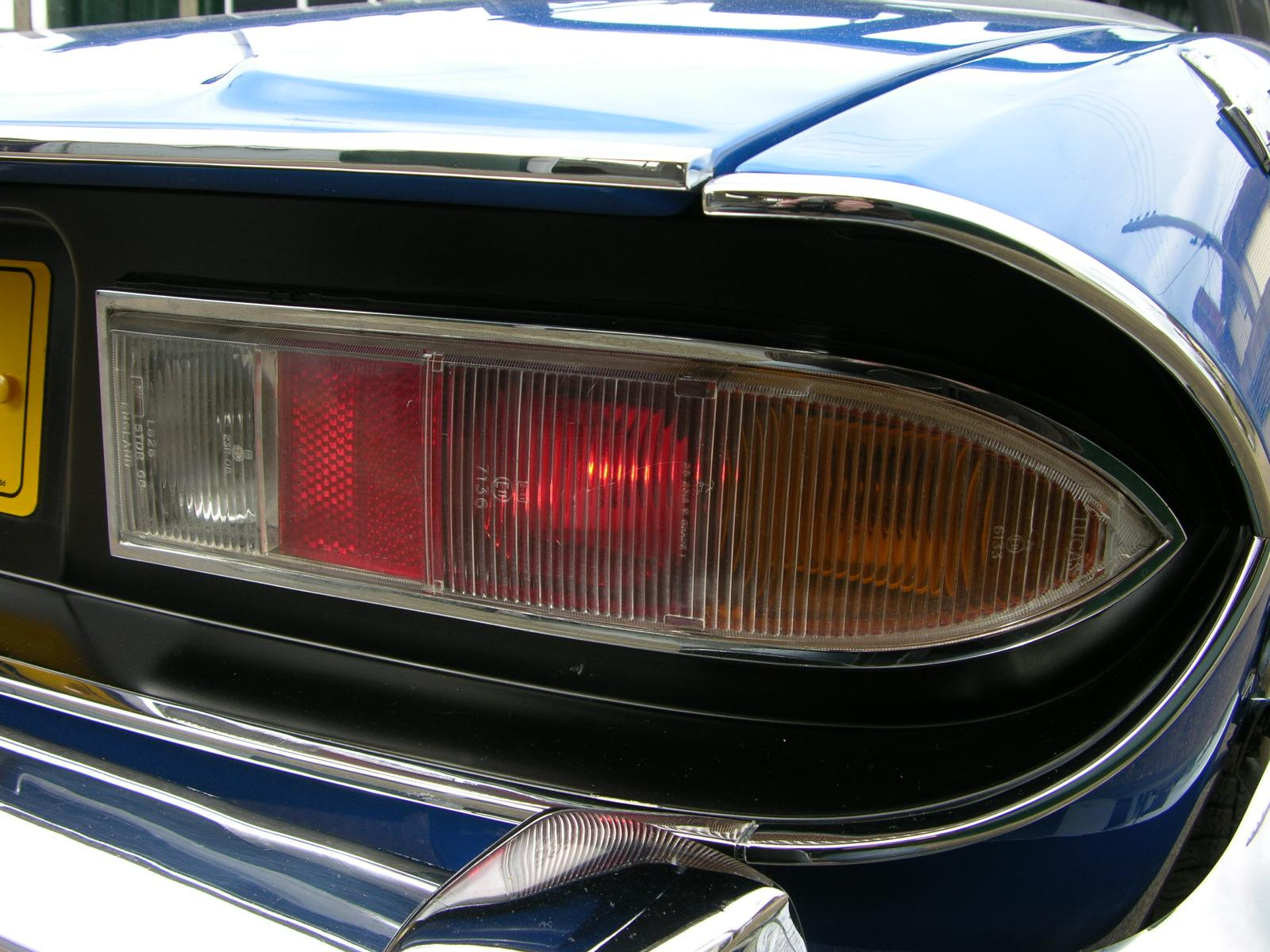
Rückleuchten des Stag, später auch am Spitfire und GT6

Der Triumph Stag geht auf den italienischen Designer Giovanni Michelotti zurück. Michelotti hatte ab den späten 1950er Jahren nahezu jeden Triumph gestaltet und galt als Hausdesigner Triumphs. Ende 1964 entwarf er auf eigene Initiative ein 2+2-sitziges Cabriolet auf der Basis des Triumph 2000, einer 1963 erschienenen Limousine der oberen Mittelklasse, die die technische Grundlage des späteren Stag war. Das Cabriolet war anfänglich nur als Showcar für einen Stand Michelottis auf dem Genfer Auto-Salon 1966 gedacht; eine Serienfertigung hatte Michelotti zunächst nicht beabsichtigt.
Michelottis Werkstatt stellte das Cabriolet als Prototyp im Sommer 1965 fertig. Es hatte den ungekürzten Radstand der Triumph-Limousine. Stilistisch entsprach er bereits in weiten Teilen der späteren Karosserie des Stag, hatte aber noch keinen Überrollbügel. Ein weiteres Merkmal, mit dem der Prototyp vom späteren Serienmodell abwich, war die Frontpartie. Hier befand sich eine über die ganze Wagenbreite reichende Kühlergrillmaske, wobei die Frontscheinwerfer hinter einer beweglichen Klappe versteckt waren. Abgesehen davon stimmten die Proportionen und auch die Linienführung im Detail mit dem späteren Stag weitgehend überein.
Nachdem das Triumph-Management Michelottis Prototyp begutachtet hatte, kaufte Triumph Anfang 1966 die Rechte an dem Entwurf, bevor der Prototyp auch nur einmal ausgestellt worden war. Wenig später fiel die Entscheidung, das Modell in Serie zu produzieren.

### Positionierung
Der unter dem Codenamen Stag (deutsch: Hirsch, aber umgangssprachlich auch: ungebundener Herr) entwickelte Wagen war nach dem TR5 beziehungsweise dessen Nachfolger TR6 sowie dem Spitfire das dritte Cabriolet der Marke Triumph. Es sollte ein deutlich höheres Marktsegment bedienen als die beiden anderen offenen Triumph-Modelle und zugleich als Spitzenmodell der Marke fungieren. Innerhalb der British-Leyland-Hierarchie sollte der Stag die Lücke zwischen dem MGB und dem viel teureren Jaguar E-Type schließen, die sich nach der abzusehenden Einstellung des sechszylindrigen MGC auftat.
Im internationalen Vergleich zielte der Wagen in erster Linie auf den Mercedes-Benz SL, der seinerzeit noch ausschließlich von Sechszylinder-Ottomotoren angetrieben wurde, sowie auf Lancia und Alfa Romeo. Als vornehmlichen Absatzmarkt sah das Unternehmen wie bei seinen anderen Sportwagen die USA. Zielgruppe war nach Aussage des Entwicklungsingenieurs Harry Webster.

… the young executive, someone who’d gone through the motor bike/sports car/family and family saloon, and wanted something different, something sporty, but with creature comforts.

„… die junge Führungskraft, die die Entwicklung Motorrad – Sportwagen – Familie und Familienlimousine durchgemacht hat und nun etwas anderes sucht, etwas Sportliches mit ‚leiblichen Genüssen‘.“

Konzeptionell verband der Stag, dieser Vorgabe folgend, Elemente des offenen Sportwagens mit denen eines Gran Turismo.

### Entwicklungsteam
1966 begann die technische Entwicklung des Serienfahrzeugs. Sie war von einem Gegeneinander bislang konkurrierender Entwicklungsteams von Rover und Triumph geprägt, die erst 1967 durch die Rover-Übernahme in einem gemeinsamen Unternehmen zusammengeführt worden waren. Anfänglich leitete der Triumph-Ingenieur Harry Webster die Entwicklungsarbeiten. Nachdem er 1968 zu Austin-Morris gewechselt war, übernahm der von Rover kommende Charles Spencer „Spen“ King seine Position. Die Triumph-Ingenieure standen ihrem neuen Vorgesetzten wegen seiner Rover-Wurzeln kritisch gegenüber. Spen King wurde von ihnen nicht über alle Details unterrichtet und zum Teil auch fehlinformiert. Andererseits ließ King, der gleichzeitig mit der Entwicklung des ersten Range Rover und den konzeptionellen Anfängen des Rover SD1 beschäftigt war, dem Entwicklungsteam des Stag auch bewusst viel Freiraum.

### Motorisierung

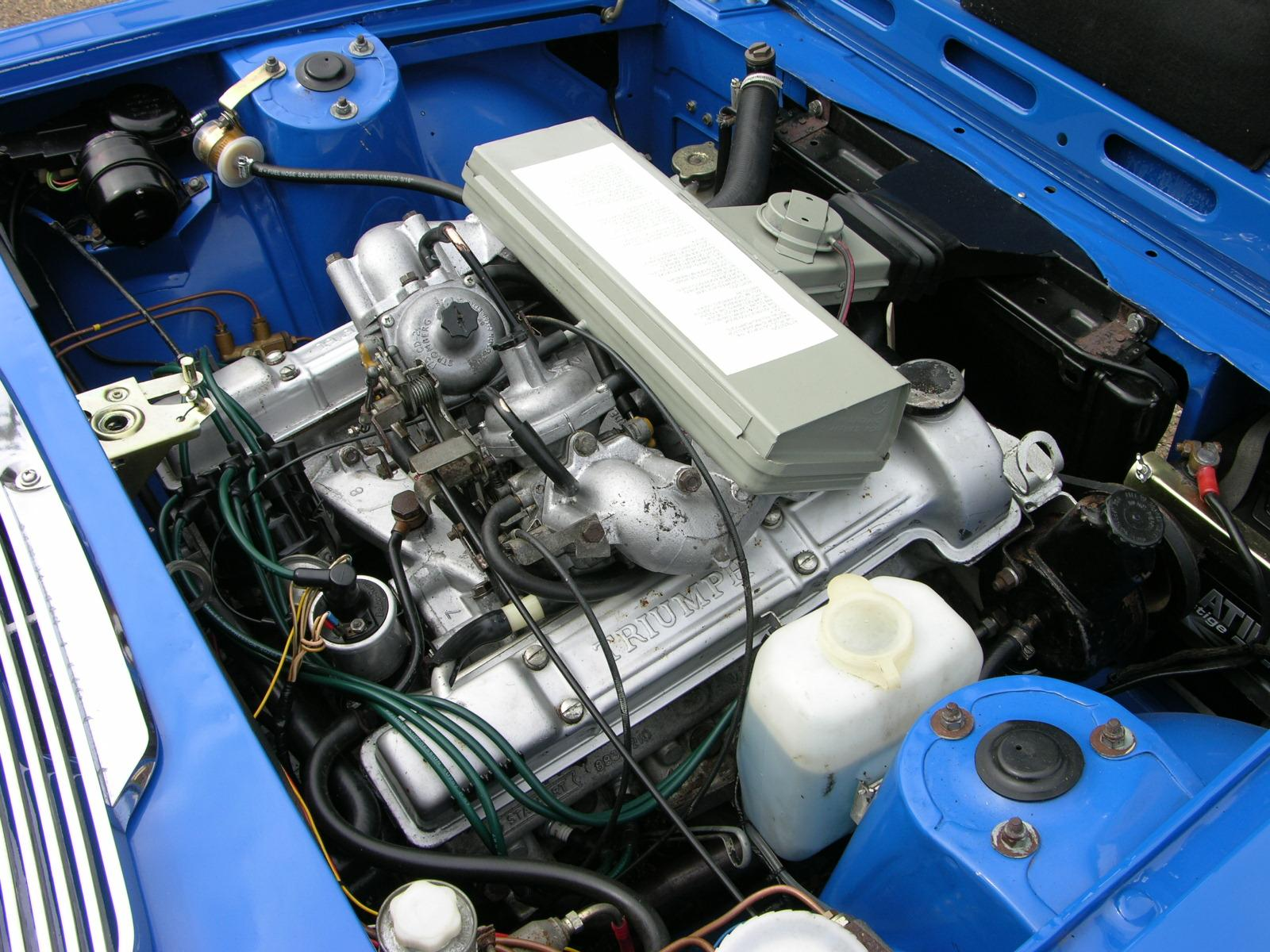
Achtzylinder-Ottomotor von Triumph

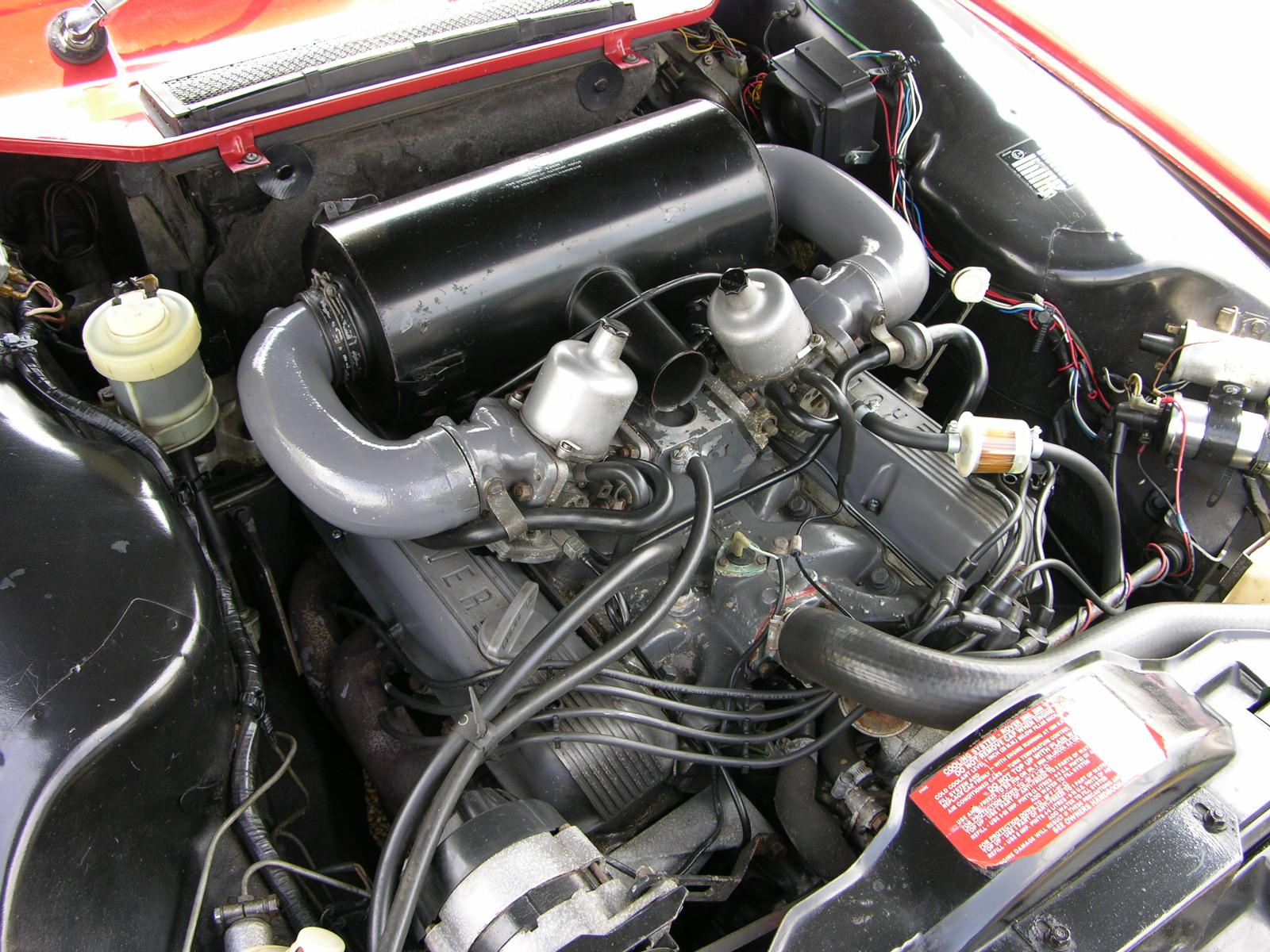
Auf einer Buick-Konstruktion basierend: Der Achtzylindermotor von Rover

Die größte Besonderheit des Stag war und ist seine Motorisierung. Der Stag hatte einen von Triumph selbst entwickelten und in keinem anderen Fahrzeug verwendeten Achtzylindermotor, dessen allgemein als unwirtschaftlich angesehene Entstehung im Widerspruch zu den Restrukturierungsbemühungen der Industrial Reorganisation Corporation stand. Sie war nach Auffassung vieler Autoren das Ergebnis einer innerbetrieblichen Rivalität von Triumph und Rover.
Entsprechend der Vorgabe für das avisierte Marktsegment war für Triumphs Spitzenmodell ein großvolumiger Ottomotor vorgesehen. Zur Wahl standen zunächst zwei, später drei Motoren:
- Triumph hatte seit 1961 einen auf einem Traktormotor basierenden[29] Reihensechszylindermotor im Programm, der anfänglich im Standard Vanguard verwendet worden war und ab 1963 auch in dessen Nachfolgern Triumph 2000 und 2.5 eingesetzt wurde.

- Seit 1965 arbeitete Triumph zudem unter der Leitung des Ingenieurs Lewis Dawtrey an einem Achtzylinder-V-Motor, der technisch auf einem hauseigenen Reihenvierzylinder basierte.[14] Die Entwicklung des Triumph-Achtzylindermotors mit anfänglich 2,5 Litern Hubraum hatte begonnen, bevor Leyland den bislang selbstständigen Automobilhersteller Rover übernahm.

- Nach der Zusammenführung von Leyland und Rover stand dem Konzern zudem ein fertig entwickelter Achtzylindermotor zur Verfügung, der auf einer Buick-Konstruktion basierte und seit einigen Jahren in Serie gefertigt wurde.

Hinzu kam ein weiterer Achtzylindermotor von Jaguar, dessen Entwicklung in den späten 1960er Jahren unter großer Geheimhaltung begann und letztlich aus wirtschaftlichen Gründen aufgegeben wurde.
Anfänglich hatte es Überlegungen gegeben, den Stag mit dem bekannten, 2,5 Liter großen Sechszylindermotor aus dem Triumph 2000 auszurüsten. Frühe Testfahrten ergaben allerdings, dass dessen Motorleistungen wegen des im Vergleich zur Limousine erhöhten Fahrzeuggewichts des Cabriolets nicht die sportlichen Fahrleistungen ermöglichte, die die Unternehmensleitung erwartete. Das Management entschied sich stattdessen dafür, den Stag mit einem Achtzylindermotor anzubieten, um den Wagen technisch näher am Jaguar E-Type zu positionieren; zudem erwartete es eine erhöhte Anziehungskraft eines Achtzylinders auf dem US-amerikanischen Markt.
Nach der Fusion von Leyland und Rover erwog Spen King zeitweise, Triumphs Eigenentwicklung zugunsten des Rover-Motors einzustellen. Letztlich entschied er sich aber dafür, im Stag allein die Triumph-Konstruktion anzubieten. Als Folge dieser Entscheidung hatte British Leyland künftig neben Rovers 3,5 Liter großer Einheit einen weiteren Achtzylindermotor im Programm. Beide Triebwerke hatten keinerlei gegenseitig austauschbare Teile, boten aber ein nahezu identisches Leistungsbild (145 bhp beim Triumph- und 143 bhp beim Rover-Motor).
Die Entscheidung für den Beibehalt des Triumph-Motors wird vielfach auf gezielte Falschinformationen aus dem Entwicklungsteam, aber auch auf eine nur halbherzige Betreuung des Projekts durch Spen King zurückgeführt. Die Triumph-Techniker gaben unter anderem an, dass die Eigenentwicklung bereits zu weit fortgeschritten sei, um das Projekt noch mit wirtschaftlich vertretbarem Aufwand zu beenden. Ob das tatsächlich zutraf, wird in der Literatur angezweifelt: Tatsächlich benötigte Triumph noch fast zwei Jahre, bis der Stag-Motor annähernd serienreif war. Darüber hinaus vertraten die Triumph-Techniker die Auffassung, dass der Rover-Motor nicht in den schmalen Motorraum des Stag passe. Das war eine unzutreffende Behauptung: Tatsächlich rüsten Stag-Eigentümer bereits seit den 1970er Jahren ihre Wagen immer wieder auf Rover-Motoren um, und 1975 stellte British Leyland sogar werksseitig drei Prototypen mit dem Rover-Motor her. Jahre später bestätigte King, seinerzeit mit falschen Informationen versorgt worden zu sein, führte aber ergänzend aus, dass Rover zu dieser Zeit keine ausreichenden Fertigungskapazitäten hatte, um zusätzlich zu den selbst benötigen Motoren auch Einheiten für den Stag zu fertigen.

## Konstruktion

### Karosserie
Der Stag war Triumphs erster Sportwagen mit selbsttragender Karosserie. Die Karosserie bestand aus Stahl; die einzelnen gepressten Komponenten waren miteinander verschweißt. Der Aufbau und die Bodengruppe ähnelten in konstruktiver Hinsicht denen des Triumph 2000, die Bodengruppe und der Radstand waren allerdings im Vergleich zur Limousine um 12 Zentimeter verkürzt. Insgesamt gab es nur wenige Gleichteile. An verschiedenen Stellen waren Verstärkungen in die Stag-Karosserie eingearbeitet, unter anderem in der Spritzwand und hinter den Rücksitzen. British Leyland bezog anfänglich Stahl aus Großbritannien; ab 1974 wechselte es aus Kostengründen zu italienischem und spanischem Stahl, der nach Ansicht zeitgenössischer Fahrer deutlich rostanfälliger war.

#### Sicherheitscabriolet und Hardtopcoupé

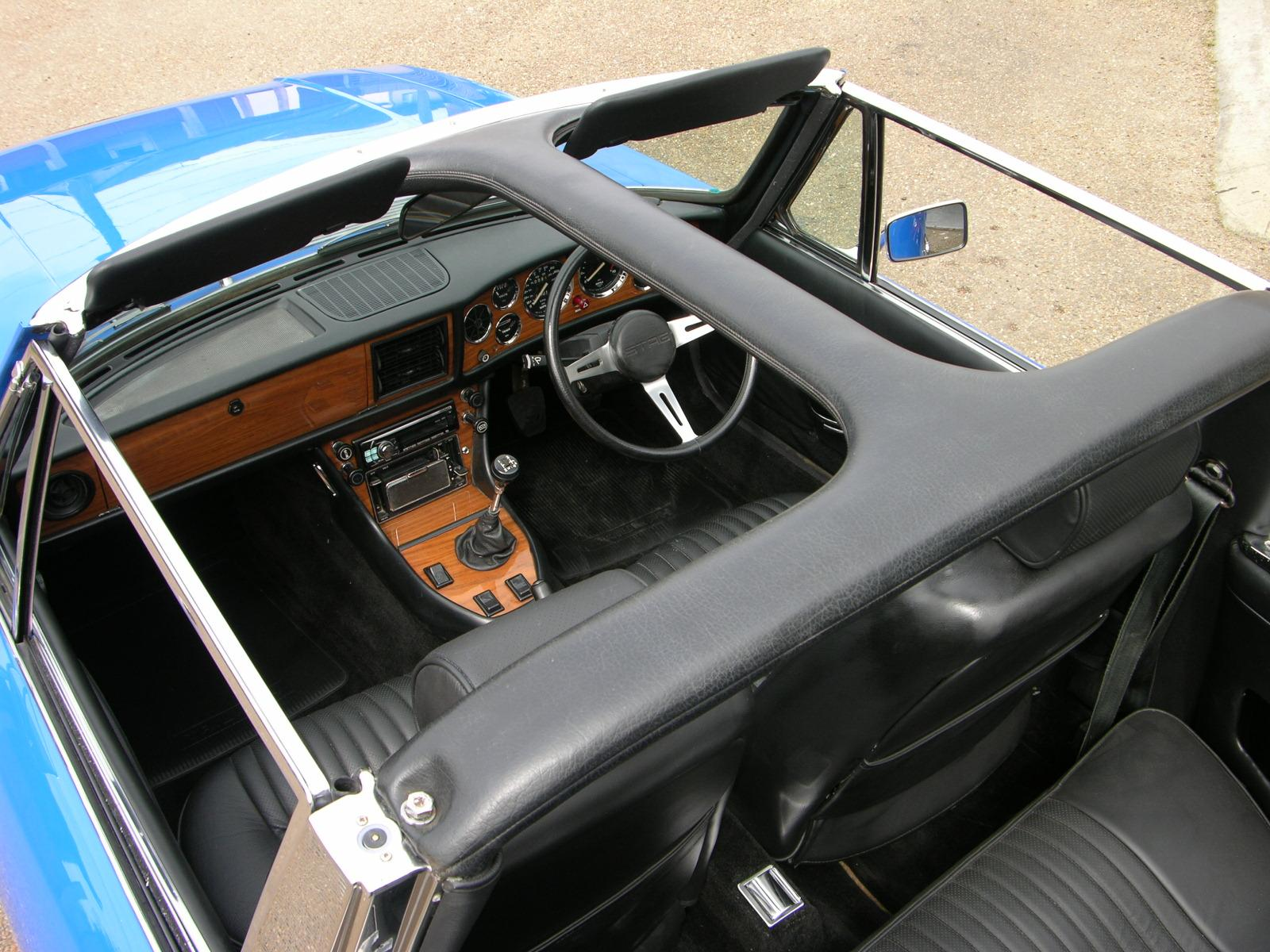
Überrollbügel mit T-Steg

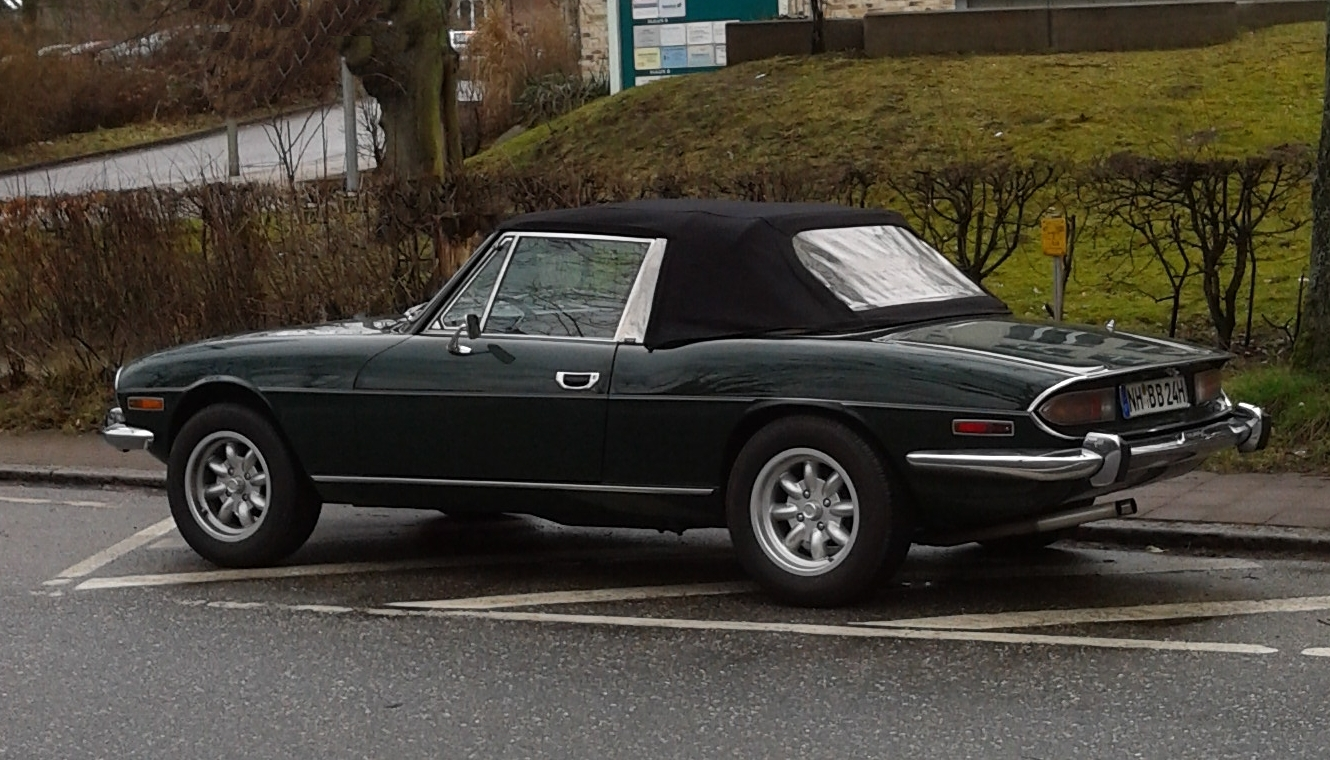
Verdeck der zweiten Serie: keine hinteren Seitenfenster

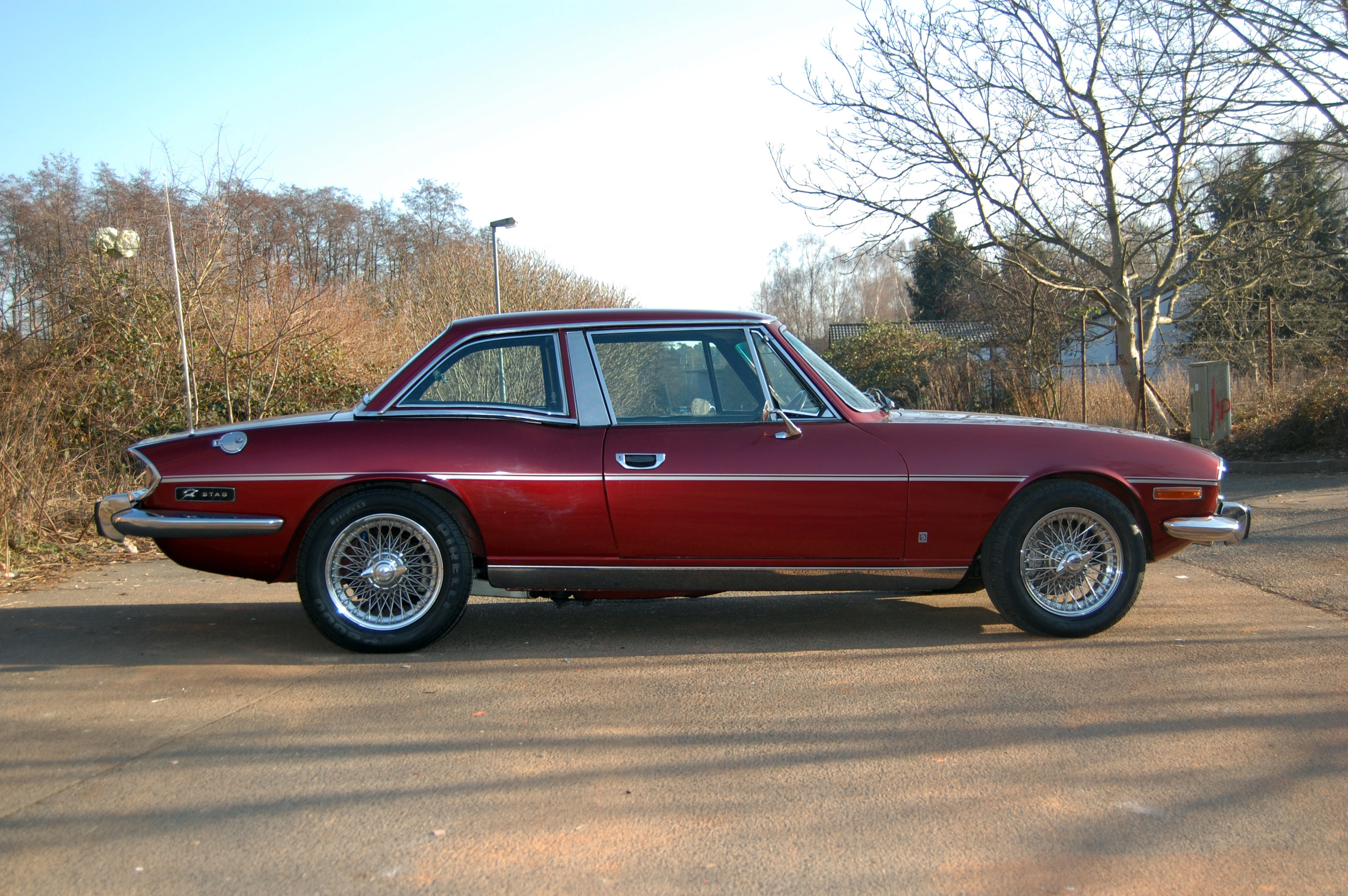
Triumph Stag mit Hardtop

Der Triumph Stag war ein 2+2-sitziges Cabriolet. Michelottis Entwurf war noch ein Vollcabriolet mit Stoffverdeck gewesen, das ohne Überrollbügel auskam. Testfahrten mit dem Prototyp hatten allerdings gezeigt, dass diese Version sehr verwindungsfreudig war. Um die nötige Festigkeit des Aufbaus zu gewährleisten und mit Blick auf eine erwartete Verschärfung US-amerikanischer Sicherheitsbestimmungen entschied sich das Entwicklungsteam bereits im Herbst 1966 dazu, den Wagen mit einem Überrollbügel auszurüsten.
Den Überrollbügel gestaltete Michelotti im Auftrag von Triumph. Er war gepolstert, reichte hinter den Türen in Dachhöhe über die gesamte Wagenbreite und war in der Mitte durch eine Strebe mit dem Windschutzscheibenrahmen verbunden. Dadurch wurde die Karosserie des Stag für ein Cabriolet außergewöhnlich steif. Zudem waren die Fensterrahmen der Türen starr. Der Sportwagenhersteller Reliant übernahm dieses Konzept später für den 1980 vorgestellten Scimitar GTC, nutzte aber keine technischen Komponenten des Stag. Auch Bristol lehnte sich bei der Dachkonstruktion des 412 an die des Stag an.
Das Verdeck war aus Stoff und konnte in einem abgedeckten Fach hinter den Rücksitzen vollständig zusammengefaltet werden. Es ließ sich von Hand auf- und zuklappen; ein elektrisch betriebener Verdeckmechanismus wurde zwar in der Entwicklungsphase vorbereitet, ging aber aus wirtschaftlichen Gründen nicht in die Serienproduktion ein. Das Heckfenster bestand aus flexiblem Kunststoff. Es war mit einem Reißverschluss am Verdeckstoff befestigt und konnte bei aufgeklapptem Verdeck durch Öffnen des Reißverschlusses entfernt werden; so ließ sich der Innenraum zusätzlich belüften. Anfangs hatte das Verdeck an jeder Flanke ein zusätzliches dreieckiges Kunststofffenster. Diese Dreiecksfenster entfielen ab 1973 zugunsten einer vollständigen Stoffverkleidung der Seitenteile, wodurch die Sicht nach hinten deutlich verschlechtert wurde. In einem Werksprospekt wurde dieser Schritt mit der Absicht begründet, die Privatsphäre der Fondpassagiere zu erhöhen; Kritiker führen den Verzicht auf die Dreiecksfenster allerdings vor allem auf finanzielle Gesichtspunkte zurück; denn das neue Verdeck ließ sich deutlich günstiger fertigen. Zudem konnten damit Reklamationen wegen beschädigtem Fensterkunststoff gar nicht erst aufkommen.
Als Ergänzung bot Triumph ein Hardtop an, das aus Metall gefertigt war. Auch dessen Gestaltung übernahm Michelotti. Das Hardtop hatte sehr dünne Säulen und war im seitlichen Bereich großflächig verglast. Die Sicht nach hinten war dadurch deutlich besser als mit aufgeklapptem Stoffverdeck.

#### Designdetails
Der Stag wurde ausschließlich in einer Stufenheckversion produziert. Noch vor Beginn der Serienproduktion gab es Überlegungen, dem offenen Stag eine geschlossene Ausführung mit einem Fließheckaufbau zur Seite zu stellen. Zu einer Serienfertigung des Fastback kam es aber nicht. Zu den Einzelheiten siehe hier den Abschnitt „Nicht in Serie gefertigte Variationen“.
Michelotti griff Gestaltungselemente des Stag später für mehrere andere Triumph-Modelle wieder auf. So wurde das Design der Frontpartie ab 1969 auf die zweite Version der Limousine 2000 beziehungsweise 2.5 (sog. Innsbruck-Baureihe) übertragen, während sich die Form der Heckpartie bei dem ab 1970 verkauften Spitfire Mark 4 und am Coupé GT6 wiederfand. Auch Modelle von Leylands spanischer Tochter Authi wie etwa der Austin Victoria und dessen südafrikanischer Ableger Austin Apache trugen in den 1970er Jahren Stilelemente des Stag.

### Innenraum

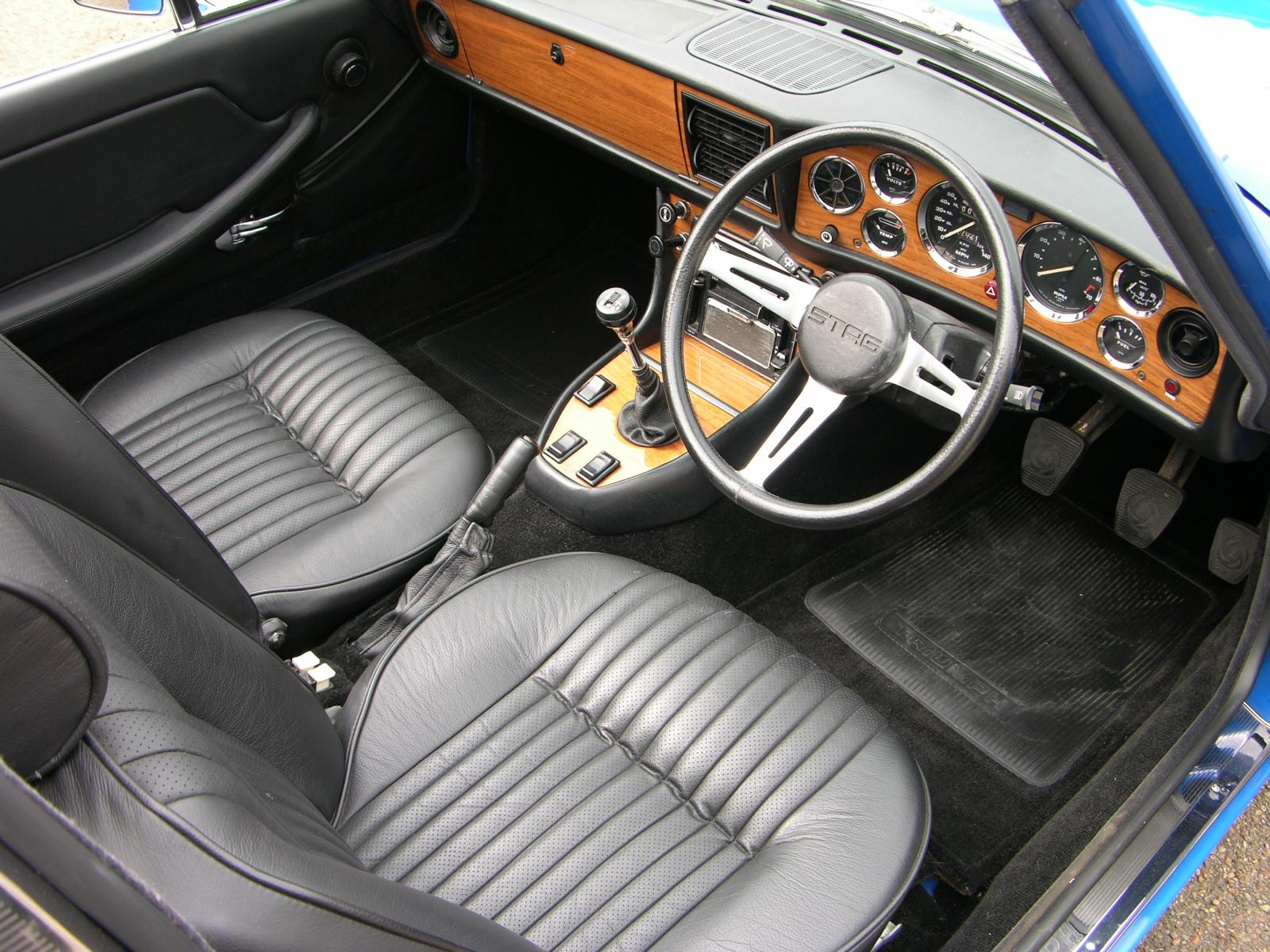
Innenraum des Stag. Im Instrumententräger links: das runde Driver Information Centre

Der Triumph Stag war ein 2+2-Sitzer. Vorn hatte das Fahrzeug zwei Einzelsitze, hinten eine einteilige Bank als zwei Notsitze. Entgegen anfänglichen Planungen waren die Sitze aus Kostengründen werksseitig nicht mit Leder bezogen, sondern hatten einen Kunststoffbezug aus Vinyl, der einen lederähnlichen Eindruck machte. Die Flanken der Sitze waren glatt, die Sitzflächen und Rücklehnen gewebeartig strukturiert. Eine Innenausstattung aus Echtleder war gegen Aufpreis erhältlich.
Die Oberseite des Armaturenbretts bestand aus schwarzem, strukturiertem Kunststoff. Der Instrumententräger und die Abdeckung des Handschuhfachs waren mit echtem Walnussholz furniert. Der Instrumententräger war leicht gewölbt, um Spiegelungen zu vermeiden. Neben den üblichen Instrumenten für Geschwindigkeit und Motordrehzahl hatte der Stag außerdem eine runde Anzeige, in der „tortenstückartig“ vielfarbige Warnlichter für acht Motor- und Fahrzeugfunktionen (z. B. Beleuchtung, Öldruck und niedriger Stand des Benzintanks) zusammengefasst waren. Triumph bezeichnete die Anzeige in der Werbung als Driver Information Centre. Fahrer empfanden den Nutzen allerdings als eingeschränkt, weil die Anzeige durch ihre Positionierung im Fahrbetrieb zumeist von einer Hand des Fahrers verdeckt war.

### Motor

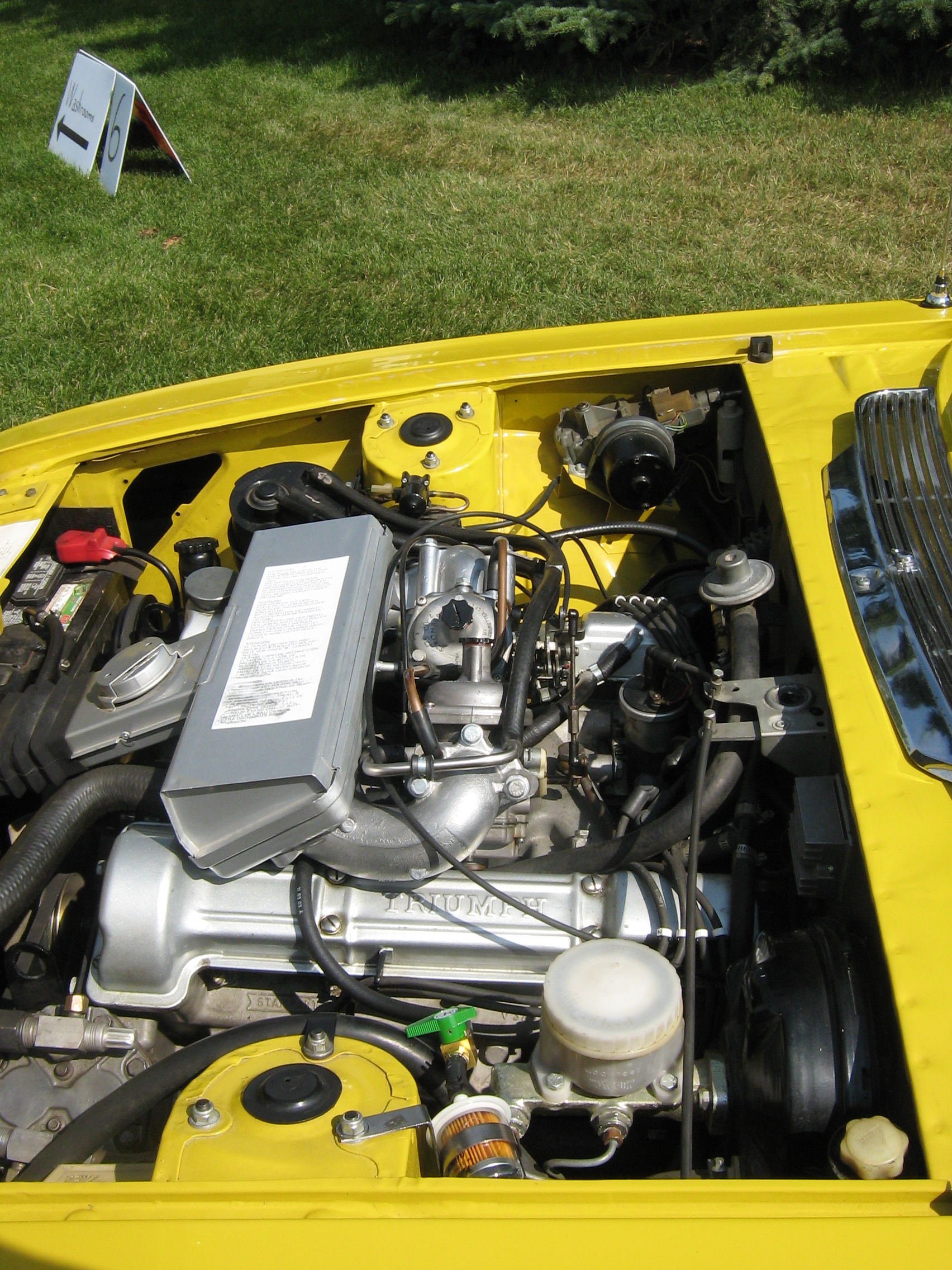
Achtzylindermotor des Stag

#### Aufbau
Der Stag hatte einen Achtzylinder-V-Motor mit einem Bankwinkel von 90 Grad. Die werksinterne Bezeichnung lautete Project PE188. Konstruktiv basierte der Motor des Stag auf einem Reihenvierzylinder (Project PE104S), den Triumph ab 1963 zunächst in einer 1,7-Liter-Version für Saab entwickelt hatte. Der Achtzylinder-Ottomotor wird vielfach als „Vierzylinder-Reihenmotor mit einer zweiten Zylinderbank“ beschrieben.
Die ersten Prototypen des Triumph-Achtzylindermotors hatten einen Hubraum von 2,5 Litern. Um eine hinreichende Abgrenzung zum eigenen, gleich großen Reihensechszylindermotor zu erreichen und um außerdem die Motorleistung zu steigern, erhöhte das Entwicklungsteam den Hubraum des Serienmotors auf 3,0 Liter. Dadurch wurde auch die ursprünglich zur Leistungserhöhung vorgesehene Benzineinspritzung überflüssig. Der Motor entwickelte eine Leistung von 145 bhp (146 PS/108 kW) bei 5500/min und ein Drehmoment von 230 Newtonmeter bei 3500/min. Bei Fahrzeugen, die auf dem US-amerikanischen Markt angeboten wurden, wich die Motorleistung im Hinblick auf nationale Emissionsschutzbestimmungen mit nur 127 bhp deutlich ab.
Der Motorblock bestand aus Grauguss, die Zylinderköpfe hingegen waren aus einer Aluminiumlegierung gefertigt. Jede Zylinderbank hatte eine obenliegende Nockenwelle, die von einer Kette angetrieben wurde. Jeder Zylinder hatte zwei Ventile. Das Gemisch bereiteten zwei Stromberg-Vergaser auf. Anfangs war die Verwendung einer Benzineinspritzung von Bosch geplant gewesen; wegen einiger Probleme, die nicht mit akzeptablem finanziellem Aufwand hätten beseitigt werden können, entschied sich Spen King letztlich für die Vergaserversion.
Die Kraftentfaltung des Motors wurde in zeitgenössischen Berichten als besonders kultiviert beschrieben.

#### Technische Mängel
Der Motor wird vielfach als die größte Schwachstelle des Stag angesehen. Er galt als wenig standfest und konnte hohe Reparaturkosten hervorrufen. Zu den Konstruktionsmängeln des Motors zählten:
- eine nicht hinreichend gehärtete Kurbelwelle
- schwach dimensionierte Steuerketten für die Nockenwellen, deren Spannung früh nachließ und die nach 25.000 Meilen ersetzt werden mussten
- thermische Probleme, d. h. eine Neigung zum Überhitzen, ausgelöst durch eine ungünstig positionierte Kühlmittelpumpe

### Antrieb

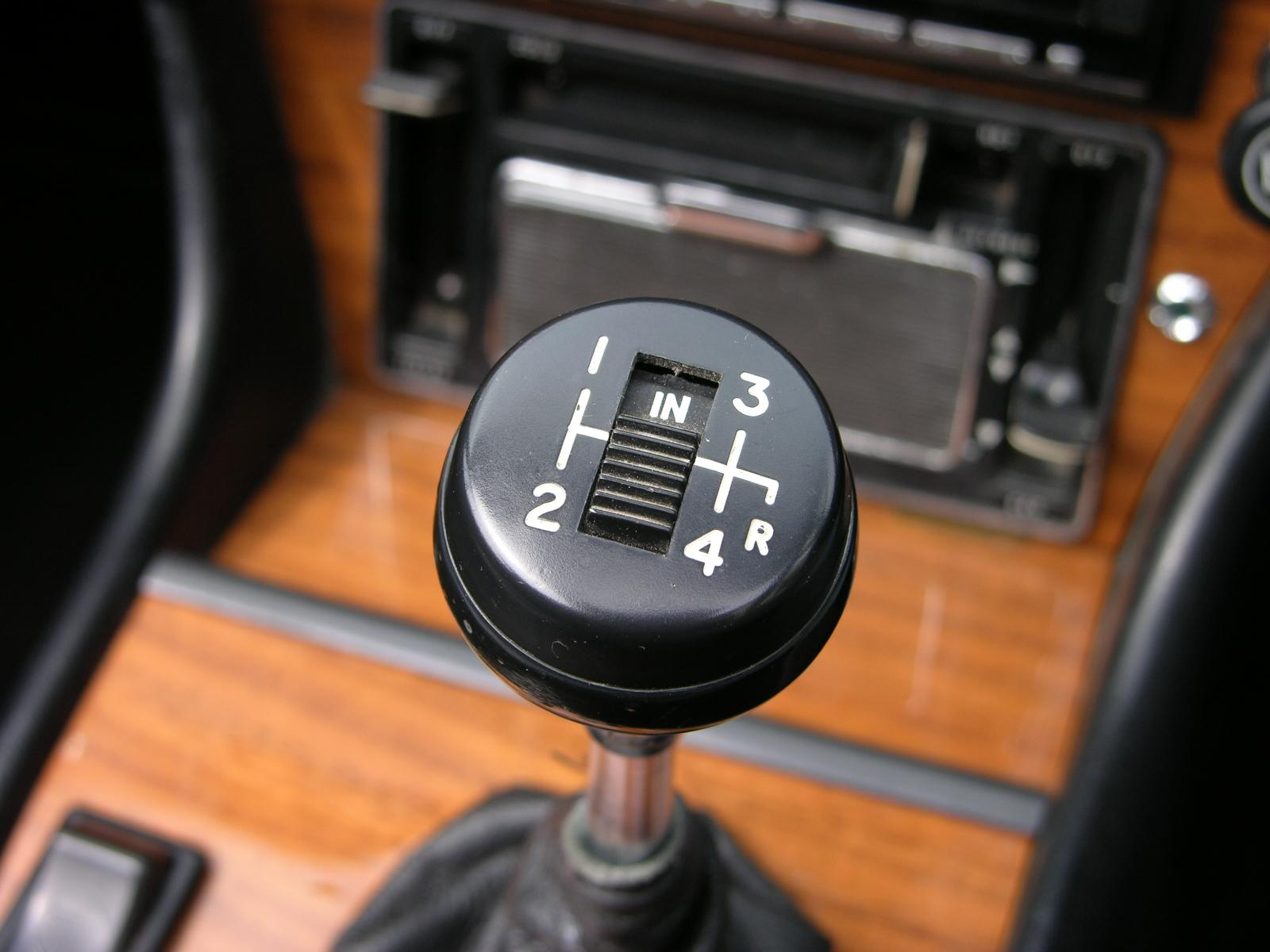
Schalthebel mit Overdriveschalter im Knauf

Der Triumph Stag hatte Hinterradantrieb. Als Kraftübertragung diente serienmäßig ein handgeschaltetes Vierganggetriebe, das Triumph dem Grunde nach vom 2000 übernahm, aber im Hinblick auf das höhere Drehmoment des Achtzylindermotors verstärkte und in einigen Details modifizierte. Es konnte mit einem auf den dritten und vierten Gang wirkenden Overdrive von Laycock-de Normanville versehen werden, sodass beim Vorwärtsfahren letztlich sechs unterschiedliche Übersetzungen zur Verfügung standen. Er war anfänglich nur auf Wunsch und gegen Aufpreis erhältlich; ab Oktober 1972 gehörte er in Verbindung mit dem Schaltgetriebe zur Serienausstattung. Der Overdrive wurde mit einem Schiebeschalter auf dem Schaltknauf zu- bzw. ausgeschaltet.
Alternativ und gegen Aufpreis war ein Borg-Warner 35 Automatikgetriebe mit hydraulischem Drehmomentwandler und drei Stufen erhältlich, das von BorgWarner kam. Zuerst handelte es sich um Typ 35; ab Oktober 1976 Typ 65, dessen Schaltvorgänge als „spürbar weicher“ wahrgenommen wurden.
Zu Beginn der 1970er Jahre gab es Überlegungen, den Stag mit Allradantrieb als Alternative zum Hinterradantrieb anzubieten. Dafür entstanden mehrere Prototypen; eine Serienfertigung kam jedoch nicht zustande. Zu den Einzelheiten siehe Abschnitt „Nicht in Serie gefertigte Variationen“.

### Fahrwerk und Aufhängung
Die Bodengruppe des Stag ähnelte der des Triumph 2000, sie war aber um 12 cm verkürzt. Alle Räder waren einzeln aufgehängt, vorn an Dreiecksquerlenkern mit MacPherson-Federbeinen, hinten war eine Schräglenkerachse eingebaut. Auch hier gab es konstruktive Ähnlichkeiten mit der Radaufhängung des 2000. Die Zahnstangenlenkung kam vom Zulieferer Alford and Adler; sie hatte serienmäßig Servounterstützung. Im Vergleich zum Triumph 2000 hatte der Stag größere Bremsen.

## Modellpflege
Während der achtjährigen Bauzeit erfuhr der Stag nahezu jährlich kleinere Detailmodifikationen; eine grundlegende Überarbeitung oder Weiterentwicklung nahm British Leyland allerdings nicht vor. Das galt auch für den Motor, dessen Schwachstellen seit Beginn der 1970er Jahre bekannt waren, aber nicht beseitigt wurden. In der Literatur findet sich vielfach eine Unterteilung in zwei Baureihen (Series 1/Series 2 oder Mark I/Mark II), wobei als zweite Serie die ab Februar 1973 entstandenen Fahrzeuge bezeichnet werden. Werksseitig wurde diese Differenzierung allerdings nicht ausdrücklich vorgenommen.

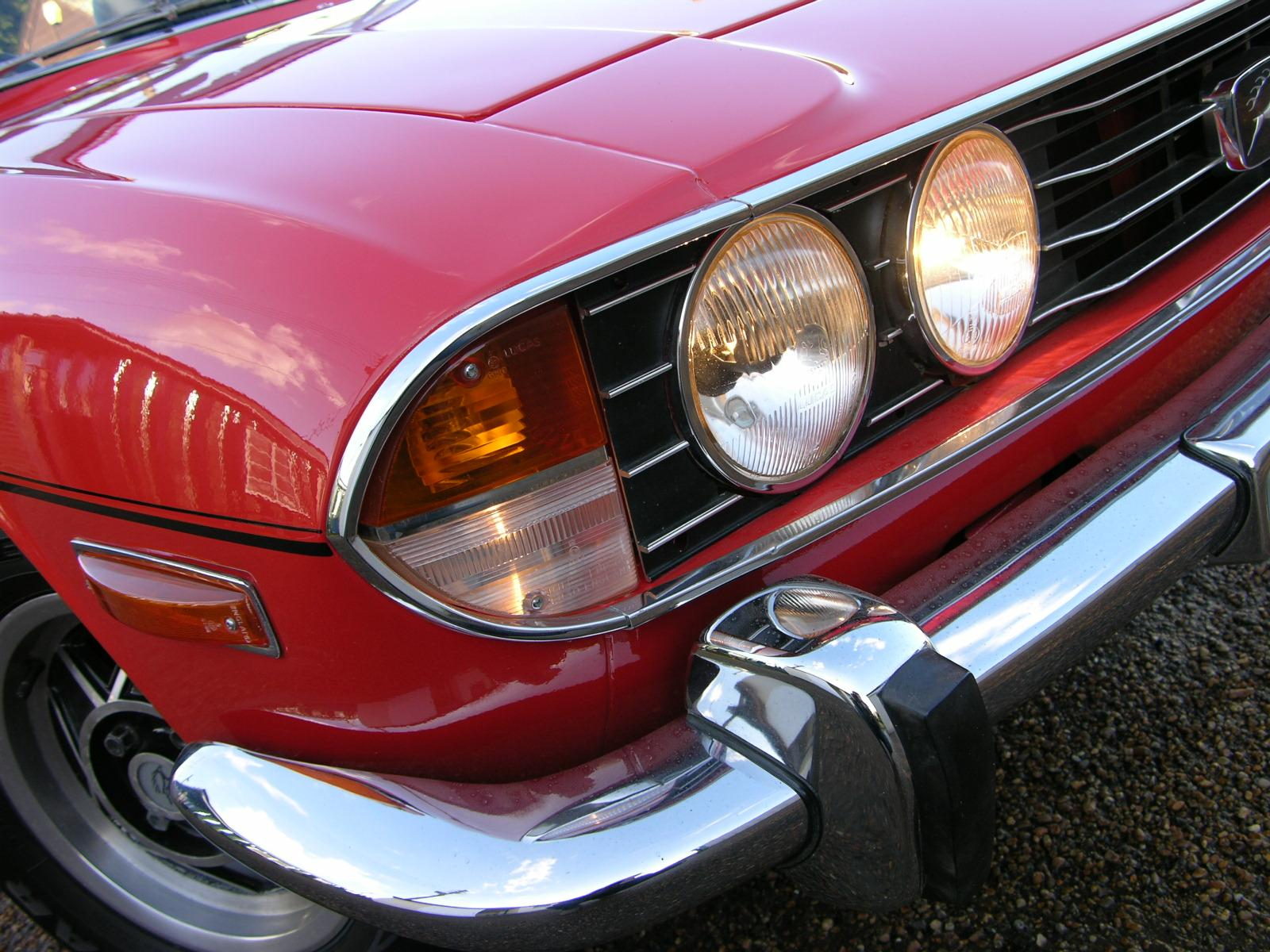
„Serie-2“-Fahrzeuge: mattschwarz unterlegter Kühlergrill

Zu den 1973 eingeführten Änderungen, die zur Serie 2 führten, gehörten:
- neu konstruierte Kolben und überarbeitete Brennräume in den Zylindern
- damit verbunden die Erhöhung des Verdichtungsverhältnisses von 8,8 : 1 auf 9,25 : 1, wodurch die Motorleistung um 1 bhp stieg
- Einführung eines geschlossenen Kühlsystems
- Auspuffendrohre mit geringerem Durchmesser
- Stoffverdeck ohne seitliche Dreiecksfenster
- mattschwarz unterlegter Kühlergrill und Schweller
- Zierstreifen an den Wagenflanken

## Fertigungsprozess
Nachdem Triumph lediglich sechs Prototypen des Stag hergestellt und getestet hatte, begann die Serienfertigung des neuen Modells im November 1969. Die Produktion des Triumph Stag lief bis Juni 1977. 1969 entstand nur ein Fahrzeug, das noch nahezu vollständig in Handarbeit aufgebaut wurde. Die reguläre Serienfertigung begann erst im Februar 1970. Die Verzögerung der Serienproduktion war auf Schwierigkeiten bei einem Zulieferbetrieb zurückzuführen. Der ursprünglich beauftragte Karosseriehersteller Pressed Steel konnte die Presswerkzeuge für die Stag-Karosserien nicht liefern. Triumph wandte sich daraufhin an den deutschen Konkurrenten Karmann, der kurzfristig aushalf.
Die Rohkarosserie des Stag entstand bei Triumph Liverpool Number 2 Coachworks im Liverpooler Stadtteil Speke. Hier wurde der Aufbau komplettiert und lackiert. Danach wurden die Fahrzeuge nach Canley bei Coventry transportiert, wo in einem weiteren Triumph-Werk der Motor, das Getriebe und einige weitere technische Komponenten hinzukamen. Anfänglich erfolgte die Fertigung auf dem Band, auf dem auch der Sportwagen GT6 entstand; nach dessen Einstellung 1976 wurde die Produktion des Stag mit der der Limousine 2000 bzw. 2.5 auf der sogenannten Innsbruck-Linie zusammengelegt.

## Nicht in Serie produzierte Variationen

### Fastback
Im Auftrag von Triumph entstanden bei Michelotti nacheinander zwei Prototypen, die sich insbesondere bezüglich des Verlaufs der Dachlinie voneinander unterschieden. In seinem zweiten Entwurf sah Michelotti eine umlaufende, lamellenartige Verkleidung im Heckbereich vor, die einige Jahre später unter anderem von Marcello Gandini für den Lamborghini Urraco verwirklicht wurde. Dieser Entwurf fiel bei den Triumph-Managern durch.

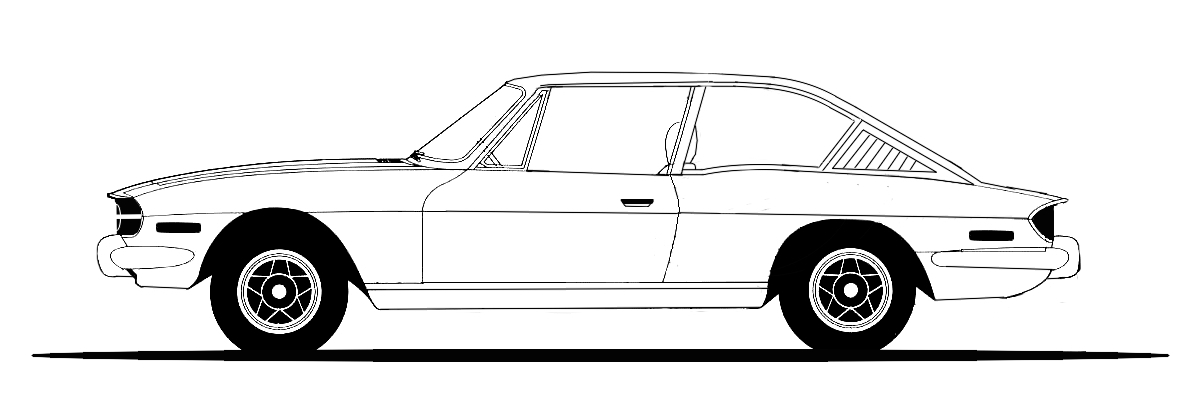
Dritter Prototyp eines Stag Fastback (1969 oder 1971)

Der Aufbau der dritten und letzten Fließheckversion entstand dagegen bei Triumph selbst. Die Gestaltung der Karosserie übernahm Triumphs Designer Les Moore. Diese Version behielt den Hüftschwung über den Hinterrädern bei, hatte aber im Bereich der Dachlinie starke Ähnlichkeit mit dem hauseigenen Sportwagen GT6. Nach Moores Entwurf baute der Karosseriehersteller Carbodies je nach Quelle entweder im Winter 1968/69 oder im Jahr 1971 einen fahrbereiten Prototyp auf. Der Wagen hatte den 2,5 Liter großen Triumph-Sechszylindermotor, der anfangs eine Benzineinspritzung hatte, bevor er 1971 mit einem Doppelvergaser ausgestattet wurde. Dieses Fastback-Coupé existiert noch. Es ist im Besitz eines Sammlers und wird gelegentlich auf Ausstellungen gezeigt.

### Allradantrieb
1972 entwickelte das britische Unternehmen Ferguson Research eine allradgetriebene Version des Stag. Ferguson hatte unter anderem den Allradantrieb für den Jensen FF geliefert und war nach dessen Produktionseinstellung auf der Suche nach einem Nachfolgemodell. Nachdem zuvor ein einzelner Ford Mustang auf Allradantrieb umgerüstet worden war, wandte sich Ferguson dem seinerzeit neu erschienenen Stag zu. Ferguson konstruierte auf eigene Kosten zwei, nach anderen Quellen drei Prototypen mit dem Ziel, mit ihnen das Interesse von British Leyland zu wecken. Konstruktiv entsprach der Allradantrieb dem des Jensen FF; wie dieser hatte der Stag 4x4 auch ein Maxaret-Antiblockiersystem. Der Motorraum des Stag wurde allerdings erheblich umgebaut, um Platz für den Allradantrieb zu schaffen; mehrere Nebenaggregate, darunter der Anlasser, erhielten eine neue Position. Nach Maßgabe eines Fahrberichts fehlte dem Allrad-Stag in Kurven die Neigung zum Ausbrechen, die das Serienauto üblicherweise hatte.
Eine Serienproduktion kam nicht zustande; British Leyland war 1972 bereits mit erheblichen Garantieforderungen enttäuschter Stag-Kunden konfrontiert und sah keine Notwendigkeit, eine weitere Version des Stag mit ambitionierter, kostenintensiver Technik auf den Markt zu bringen.

### Individuelle Änderungen durch Kunden
Alternativ zum Triumph-Achtzylinder rüsteten einige Halter ihre Stags nachträglich auf Achtzylindermotoren von Rover um; andere installierten den 2,0 oder 2,5 Liter großen Reihensechszylindermotor von Triumph.

## Preise
Bei seiner Markteinführung Anfang 1970 kostete der Triumph Stag auf dem britischen Markt 1995 £ inklusive Steuern. Im Herbst des gleichen Jahres war der Preis auf 2093 £ angestiegen; ein Mercedes-Benz 280 SL kostete zu dieser Zeit mit 4655 £ mehr als das Doppelte. In Großbritannien stieg der Preis des Stag in den ersten Jahren zunächst nur moderat: Ab Oktober 1972 kostete das Basismodell 2471 £; im Juli 1974 lag der Preis erstmals über 3000 £. Mitte der 1970er Jahre litt das Vereinigte Königreich allerdings an einer hohen Inflation, die zumeist im zweistelligen Prozentbereich lag. Das wirkte sich auch auf die Automobilpreise aus. Im Juli 1975 lag der Basispreis für den Stag bei 4089 £, im Juli 1976 bei 5177 £, und im letzten Modelljahr wurde ein Verkaufspreis von 6907 £ gefordert. Die letzten Neufahrzeuge wurden zu Preisen von bis zu 10.000 £ verkauft.
In Deutschland wurde der Stag von 1971 bis 1975 verkauft. 1971 und 1972 kostete der Stag ohne Hardtop 22.950 DM. Damit war er 3.000 DM teurer als ein Ford Mustang mit Achtzylindermotor und fast 6.000 DM teurer als ein Peugeot 504 Cabriolet. 1973 fiel der deutsche Verkaufspreis auf 19.890 DM, um für die Modelljahre 1974 und 1975 auf 20.990 DM zu steigen.

## Produktion

### Produktionszahlen

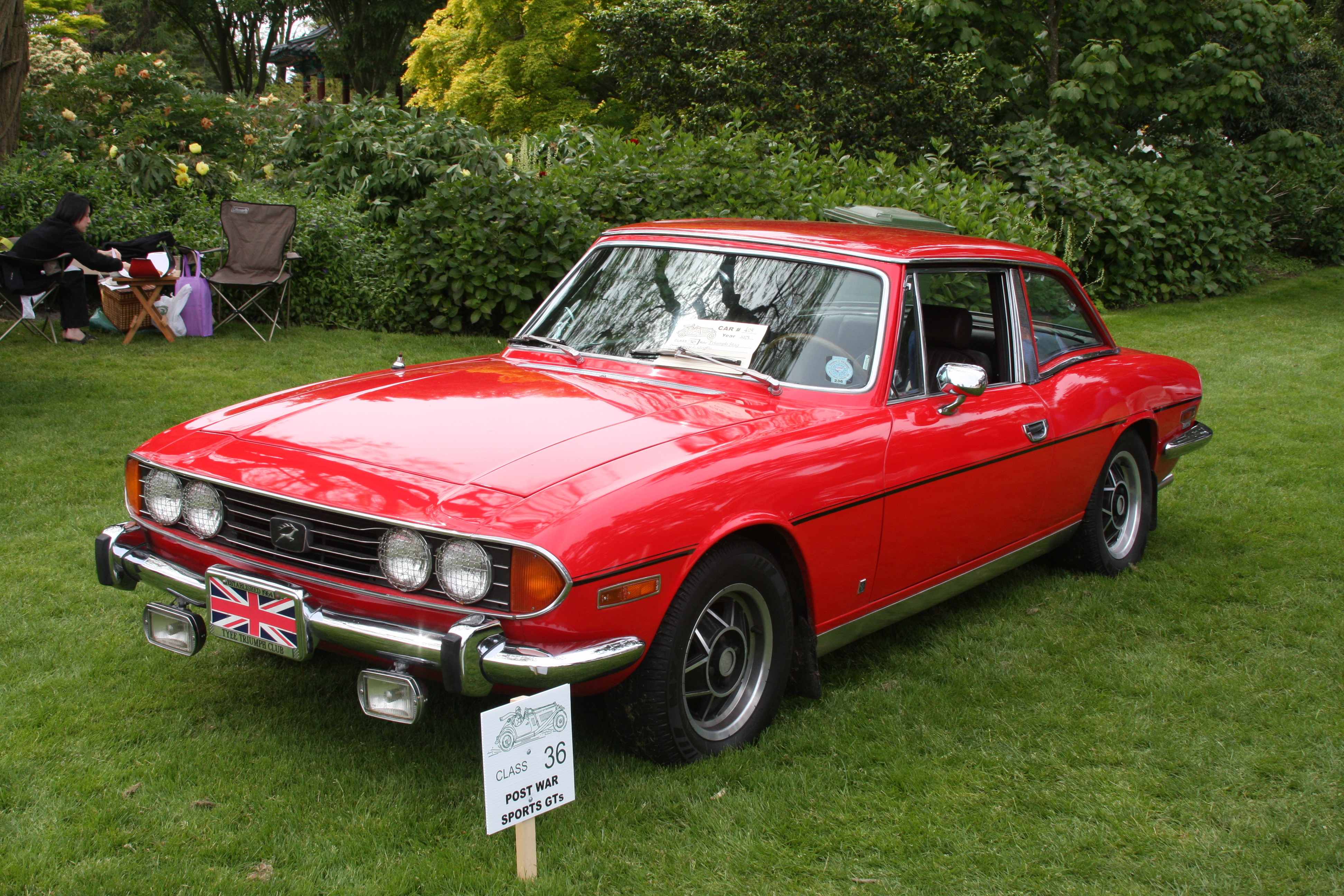
Wider Erwarten selten: „Federal Stag“ für den US-amerikanischen Markt

Die ersten Stag wurden in Großbritannien im Juni 1970 ausgeliefert; in den USA erfolgte die Markteinführung im September 1971. In Deutschland wurde der Stag von 1971 bis 1975 angeboten.
Anfängliche Planungen sahen einen weltweiten Markt für jährlich etwa 12.000 Stag. Der überwiegende Teil der Produktion sollte exportiert werden; Triumph hatte dabei als Absatzmarkt insbesondere die USA im Blick. Die erwarteten Produktionszahlen wurden nie erreicht. Insbesondere der amerikanische Markt reagierte von Beginn an zurückhaltend: Im ersten Jahr nach der dortigen Markteinführung konnten in den USA nur knapp 1000 Fahrzeuge abgesetzt werden, danach waren die Verkäufe stark rückläufig. Mit Einführung der zweiten Serie zog Triumph den Stag vom amerikanischen Markt zurück; an die dort ab 1974 geltenden verschärften Bestimmungen zur Fahrzeugsicherheit, die unter anderem eine Änderung der Stoßstangen erfordert hätten, wurde der Wagen nicht mehr angepasst.
Bis zum Produktionsende entstanden insgesamt 25.939 Exemplare des Stag. Zum Vergleich: Der Triumph TR6 verkaufte sich zwischen 1968 und 1976 über 91.000 Mal. Insgesamt konnte Triumph nur 20 Prozent der Stag-Produktion (6.780 Exemplare) im Ausland absetzen; die übrigen Fahrzeuge verblieben auf dem heimischen Markt. Rund 1700 Exportfahrzeuge wurden bis 1978 oder 1979 in Australien abgesetzt.
Die Produktionszahlen im Einzelnen:
| Produktionszahlen Triumph Stag | Produktionszahlen Triumph Stag | Produktionszahlen Triumph Stag | Produktionszahlen Triumph Stag |
| Modelljahr                     | Britischer Markt               | Exportmarkt                    | Gesamt                         |
| ------------------------------ | ------------------------------ | ------------------------------ | ------------------------------ |
| 1970                           | 700                            | 40                             | 740                            |
| 1971                           | 1.990                          | 1.911                          | 3.901                          |
| 1972                           | 3.505                          | 999                            | 4.504                          |
| 1973                           | 3.194                          | 2.314                          | 5.508                          |
| 1974                           | 2.606                          | 836                            | 3.442                          |
| 1975                           | 1.986                          | 912                            | 2.898                          |
| 1976                           | 2.466                          | 644                            | 3.110                          |
| 1977                           | 1.372                          | 613                            | 1.836                          |
| Gesamt                         | 17.819                         | 8.120                          | 25.939                         |

### Gründe für den Misserfolg
Der Produktionsumfang des Triumph Stag blieb weit hinter den Erwartungen zurück. Triumph benötigte fast acht Jahre, um so viele Fahrzeuge zu bauen und zu verkaufen, wie nach den ursprünglichen Planungen in zwei Jahren hätten abgesetzt werden sollen.
Als wesentlicher Grund für den Misserfolg des Stag wird in der Regel der Motor genannt, dessen Standfestigkeit mangelhaft war und der zu erheblichen Reparaturkosten führen konnte. Frühe Berichte über teure Motordefekte beeinträchtigten den Ruf des Autos erheblich. Das Problem verstärkte sich dadurch, dass Leyland während der gesamten Produktionszeit nahezu keine Änderungen an dem Motor vornahm, die bekannten Schwachstellen also nicht behob. Außerdem waren die Werkstätten nicht ausreichend auf die Wartung des Achtzylindermotors vorbereitet. Speziell auf dem nordamerikanischen Markt kam ein grundsätzliches Imageproblem Triumphs hinzu: Die Marke war hier nicht im Oberklasse-Segment verankert. In den USA war Triumph vielmehr nur als Hersteller kleiner und technisch anspruchsloser Sportwagen in Erscheinung getreten, nicht aber als Konkurrent für Mercedes-Benz oder Jaguar. Rückblickend stimmen Beobachter darin überein, dass „der Stag kein schlechtes Auto gewesen ist“. Er sei aber nicht schlüssig konstruiert worden und habe unter der mangelnden Bereitschaft des Herstellers gelitten, bekannte Fehler zu beseitigen. Das sei allerdings kein Stag-spezifischer Aspekt, sondern gelte für alle British-Leyland-Wagen der 1970er Jahre gleichermaßen.

## Potentieller Nachfolger

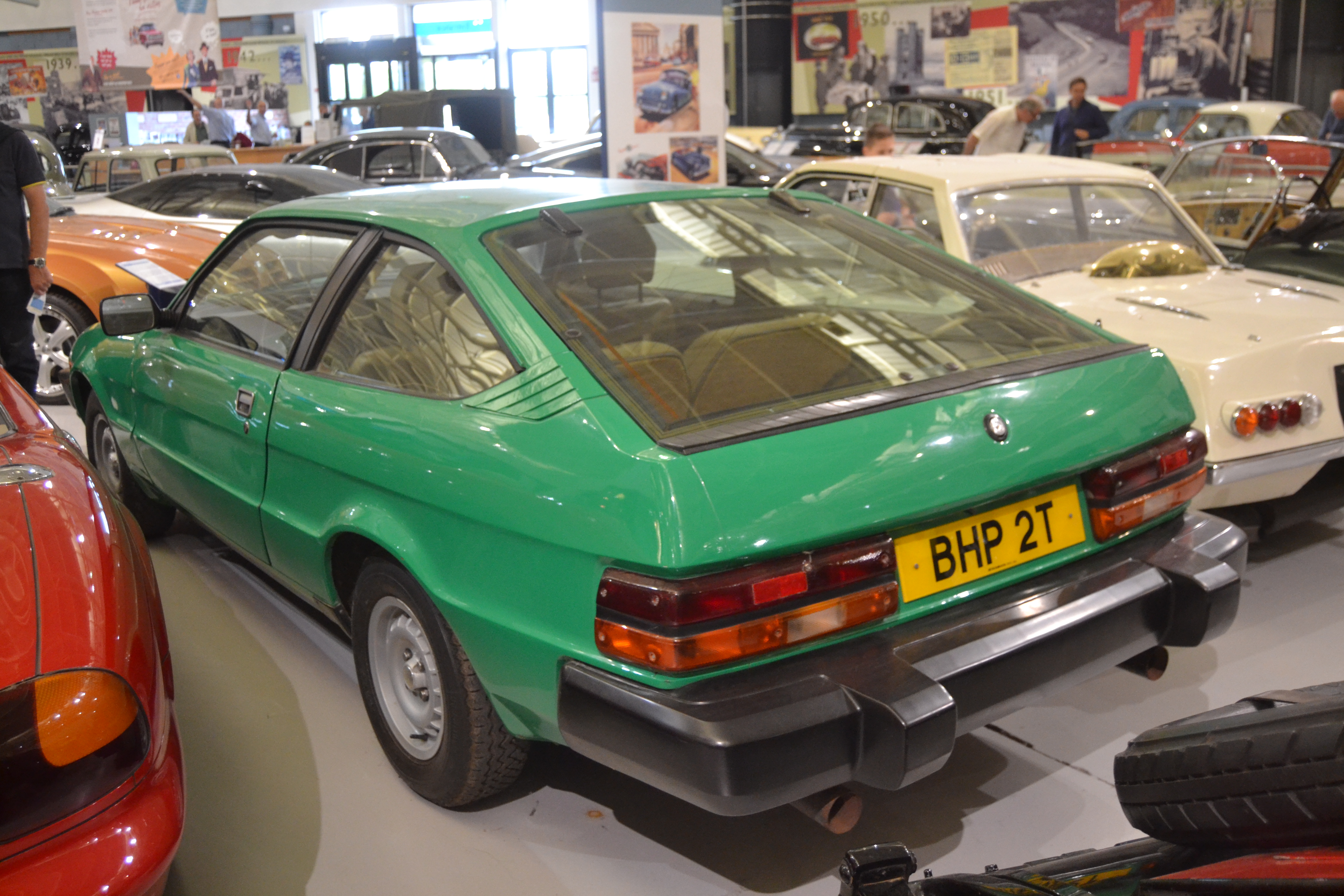
Gescheitertes Nachfolgeprojekt: Triumph Lynx

British Leyland beendete die Produktion des Stag im Sommer 1977, ohne einen Nachfolger einzuführen. In den 1970er-Jahren hatte es Überlegungen gegeben, den Stag und auch den zuvor eingestellten GT6 durch ein modern gestaltetes sportliches Fließheckcoupé auf der Basis des Triumph TR7 zu ersetzen. Das Fahrzeug sollte unter anderem mit Rovers Achtzylindermotor ausgestattet werden und parallel unter den Marken Triumph und MG vertrieben werden. Leyland konstruierte mehrere Prototypen, deren Design auf dem des TR7 aufbaute, daneben aber auch Merkmale des Rover SD1 enthielt. Beobachter fühlten sich beim Profil auch an den Ford Capri erinnert. Das als Triumph Lynx bezeichnete Modell erhielt letztlich keine Freigabe für die Serienproduktion. Diese Entscheidung wird zumeist auf finanzielle Gründe zurückgeführt.

## Der Triumph Stag in Presse und Literatur

### Zeitgenössische Presse
Die zeitgenössische Presse setzte sich vornehmlich mit den Qualitäten und den Fahrleistungen des Autos auseinander. Ein Testbericht der britischen Fachzeitschrift Motor vom September 1970 hielt die Fahrleistungen, den Komfort und das Fahrverhalten des Stag für exzellent. Der britische Motorjournalist John Bolster hielt den Stag „mehr für einen Gran Turismo als für einen Sportwagen“; der Stag sei „weit davon entfernt, ein Junior-E-Type zu sein“. Der Motor und seine sanfte Art der Kraftentfaltung gehörten zu den größten Stärken des Autos. Triumphs Versuch, mit dem Stag die Merkmale eines Sportwagens und eines Gran Turismo miteinander zu vereinen, wurde teilweise als innovativ gewürdigt, sorgte andererseits auch für Kritik: Der Stag sei „nicht Fisch, nicht Fleisch: Kein richtiger Sportwagen, aber auch keine richtige Limousine“.

### Retrospektive Betrachtungen
Die rückblickende Beurteilung des Stag in Presse und Literatur ist sehr unterschiedlich. Teilweise finden sich Spott und Ablehnung. Mitte der 1980er-Jahre wurde der Stag beispielsweise als „Auto, das zu spät kam und zu spät wieder ging“, bezeichnet. Das US-amerikanische Time-Magazin zählte den Stag zu den „50 schlechtesten Autos aller Zeiten“, zu denen nach Ansicht der Autoren allerdings auch der Jaguar E-Type der dritten Serie gehörte. Vielfach wurde das vor allem an dem problematischen Achtzylindermotor von Triumph festgemacht. Noch in den 1990er-Jahren dokumentierte sich das sogar in den Titelzeilen von Presseartikeln; so wurde ein Beitrag in einem Oldtimer-Magazin 1994 mit Herrliche Form – erbärmlicher Motor überschrieben.
Mitte der 1990er Jahre änderte sich die Beurteilung des Stag. Der britische Rennfahrer Stirling Moss äußerte in einem Beitrag für das gleiche Magazin die Auffassung, der Stag sei einer der zehn besten britischen Sportwagen. Zwei Jahre später trug eine mehrseitige Dokumentation den Untertitel The Secret's Out – it's  Great („Das Geheimnis ist raus – er ist großartig“). Heute gilt der Stag als „verkannte Größe“.

## Der Triumph Stag im Film

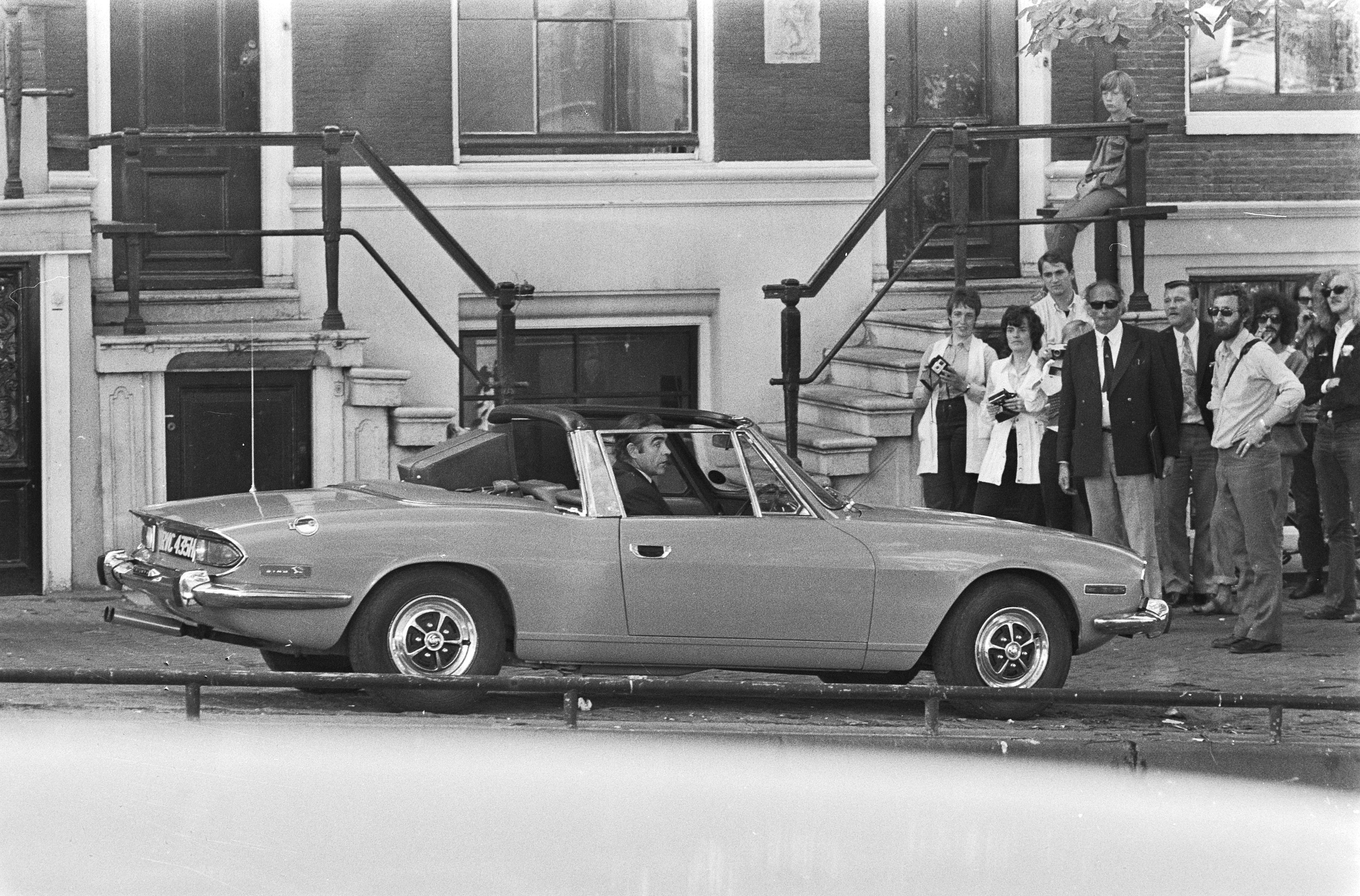
Sean Connery als 007 bei den Dreharbeiten zum Film Diamantenfieber in Amsterdam

Anfang der 1970er Jahre wurde der Stag vielfach im Film eingesetzt.
- 1971 fuhr Sean Connery als James Bond mit der Tarnidentität „Peter Franks“ im Film Diamantenfieber einen safrangelb lackierten Stag mit Schaltgetriebe. Der Wagen war hier sowohl in Großbritannien als auch im niederländischen Amsterdam an der dortigen Reguliersgracht zu sehen. Das Filmfahrzeug hatte die Chassisnummer LD14. Es war ein frühes Vorserien-Exemplar, das British Leyland zuvor wiederholt für Testfahrten an Journalisten gegeben hatte.[83] Der Wagen existiert noch. Er gehörte bis 2014 zu einer privaten Sammlung, die als weltgrößte Kollektion von James-Bond-Autos galt.[84]
- Ebenfalls 1971 fuhr Dustin Hoffman einen weißen Stag in Wer Gewalt sät.[85]
- 1972 diente ein dunkelroter Stag MKI in dem James-Garner-Thriller Die Spur der schwarzen Bestie als Filmfahrzeug.[86]
- In dem 1972 veröffentlichten Film Dracula jagt Minimädchen wird ein gelber Stag von der Filmfigur Johnny Alucard (dargestellt von Christopher Neame), dem Helfer Draculas, gefahren. Das Auto war auch auf den Werbeplakaten abgebildet.[87]

## Der Triumph Stag als Klassiker
Aufgrund der recht geringen Produktionszahl und seiner individuellen Technik ist der Stag heute ein begehrter Oldtimer. Für die meisten Mängel vergangener Tage wurden durch diverse Fan-Clubs Lösungen entwickelt; auch Ersatzteile werden regelmäßig nachgefertigt. Unter der Voraussetzung, dass der Wagen regelmäßig gewartet wird, gilt er als alltagstauglicher Klassiker. Insbesondere im Vereinigten Königreich ist der Stag noch weit verbreitet. 2015 waren noch mehr als 3500 Fahrzeuge zugelassen.
Ungeachtet dessen stagnieren die Oldtimerpreise jedenfalls auf dem deutschen Klassikermarkt. Ein Stag in überdurchschnittlichem, aber nicht exzellentem Erhaltungszustand kostete 2015 etwa 17.000 Euro. Dieses Preisniveau entsprach dem der vorangegangenen fünf Jahre und liegt deutlich unter dem für einen Mercedes-Benz SL (Baureihe 107) in vergleichbarem Zustand.

## Technische Daten
| Motor                               | Achtzylinder-Ottomotor V-Anordnung                                                                                          | Achtzylinder-Ottomotor V-Anordnung                                                                                          |                |                |
| Hubraum                             | 2997 cm³ | 2997 cm³ |                |                |
| Bohrung × Hub                       | 86,0 × 64,5 mm | 86,0 × 64,5 mm | 86,0 × 64,5 mm | 86,0 × 64,5 mm |
| Leistung                            | 145 bhp (UK-Version) 127 bhp (USA-Version)                                                                                  | 145 bhp (1973–1976) 146 bhp (1976–1977)                                                                                     |                |                |
| Gemischaufbereitung                 | zwei Stromberg-Vergaser | zwei Stromberg-Vergaser |                |                |
| Ventilsteuerung                     | zwei kettengetriebene obenliegende Nockenwellen, zwei Ventile pro Zylinder                                                  | zwei kettengetriebene obenliegende Nockenwellen, zwei Ventile pro Zylinder                                                  |                |                |
| Kühlung                             | Wasserkühlung | Wasserkühlung |                |                |
| Getriebe                            | handgeschaltetes Vierganggetriebe (Triumph), wahlweise mit Overdrive auf Wunsch automatisches Dreiganggetriebe (BorgWarner) | handgeschaltetes Vierganggetriebe (Triumph), wahlweise mit Overdrive auf Wunsch automatisches Dreiganggetriebe (BorgWarner) |                |                |
| Radaufhängung vorn                  | Einzelradaufhängung an senkrechtem Führungsrohr, untere Querlenker, Federbeine, Teleskopstoßdämpfer                         | Einzelradaufhängung an senkrechtem Führungsrohr, untere Querlenker, Federbeine, Teleskopstoßdämpfer                         |                |                |
| Radaufhängung hinten                | Einzelradaufhängung an Doppelgelenk-Schräglenkerachse, Schraubenfedern, Teleskopstoßdämpfer                                 | Einzelradaufhängung an Doppelgelenk-Schräglenkerachse, Schraubenfedern, Teleskopstoßdämpfer                                 |                |                |
| Bremsen                             | Scheibenbremsen vorn Trommelbremsen hinten                                                                                  | Scheibenbremsen vorn Trommelbremsen hinten                                                                                  |                |                |
| Chassis                             | selbsttragende Karosserie                                                                                                   | selbsttragende Karosserie                                                                                                   |                |                |
| Karosserie                          | Stahlblech | Stahlblech |                |                |
| Radstand                            | 2540 mm | 2540 mm |                |                |
| Abmessungen (Länge × Breite × Höhe) | 4420 × 1610 × 1260 mm | 4420 × 1610 × 1260 mm |                |                |
| Leergewicht                         | 1210 kg | 1210 kg |                |                |
| Höchstgeschwindigkeit               | 180–193 km/h | 180–193 km/h |                |                |